# Steuergrenze
Die Steuergrenze (engl. Steering Limit) bezeichnet in der Fliegerei den Bereich, in welchem der Pilot den Flugpfad auch mit weiteren Steuereingaben nicht mehr weiter in die angesteuerte Steuerrichtung verlagern kann, da im fraglichen Augenblick die Steuerreserve in dieser Steuerrichtung aufgebraucht ist.

## Definition
„Die Steuergrenze bezeichnet einen Zustand, in welchem eine Steuerreserve vollständig aufgebraucht ist. Das Flugzeug wird bei Erreichen der Steuergrenze einer weiteren Steuereingabe in die entsprechende Richtung nicht mehr
nachkommen, da entweder der Maximalausschlag der jeweiligen Steuerfläche erreicht ist (physische Steuergrenze) oder aber Schutzsysteme die Umsetzung blockieren, um das Einfliegen in einen als kritisch programmierten Flugzustand zu vermeiden oder das Flugzeug aus einem solchen zu befreien (flugdynamische Steuergrenze).“

## Bedeutung
Mit dem Erreichen der Steuergrenze verliert der Pilot die Möglichkeit, den Flugpfad noch weiter in die jeweilige Steuerdimension und Steuerrichtung zu verlagern, wie Beispiele bezüglich der beiden Arten von Steuerreserven zeigen. Das Wissen um die Annäherung an eine Steuergrenze ist daher von hoher Bedeutung für das Situationsbewusstsein (engl. Situation Awareness) im manuellen Flug.

## Arten

### Physische Steuergrenze
Eine physische Steuergrenze ist erreicht, wenn der Maximalausschlag der jeweiligen Steuerfläche erreicht ist. Dieser Maximalausschlag kann sowohl dem mechanischen Maximalausschlag entsprechen, als auch einem in Abhängigkeit von Flugzustand (insbesondere Konfiguration, Fluggeschwindigkeit und Luftdichte) und Flugphase reduzierten Maximalausschlag. Bei konventionell gesteuerten Flugzeugen (sowie Mustern, welche eine konventionelle Steuerung nachahmen, wie etwa der Boeing 777) entspricht dies meist auch dem maximalen Ausschlag des Steuerinstruments (z. B. Steuerhorn oder Steuerknüppel). Bei Flugzeugen, die über die Vorgabe von Rollraten (engl. Rate Command) gesteuert werden, muss dies nicht unbedingt der Fall sein, insbesondere nicht bei gleichzeitigem Eingreifen eines automatischen Unterstützungssystems (z. B. des Gierdämpfers).

### Flugdynamische Steuergrenze
Eine flugdynamische Steuergrenze ist erreicht, wenn ein weiterer Steuerflächenausschlag zwar physisch noch möglich ist, aber das Flugzeug in einen kritischen (bei einem Fly-by-Wire-Flugzeug beispielsweise von einer Flight Envelope Protection geschützten) Flugzustand führen würde und eine Steuereingabe aus diesem Grunde nicht – oder nur sehr eingeschränkt – umgesetzt wird.